# 高田賢一 (アメリカ文学者)
高田 賢一（たかだ けんいち、1945年（昭和20年）7月10日 - 2020年（令和2年）4月17日）は、アメリカ文学者、青山学院大学名誉教授。

## 来歴
大阪市出身。立教大学文学部英米文学科卒業。1972年立教大学大学院文学研究科修士課程修了。宇都宮大学教養部助教授、青山学院大学文学部助教授、教授。2011年、定年退任。2014年4月、青山学院大学名誉教授の称号を受ける。
2020年4月17日、肺炎のため埼玉県三芳町の病院で死去。享年74歳。

## 著書

### 単著
- 『アメリカ文学のなかの子どもたち 絵本から小説まで』ミネルヴァ書房〈Minerva英米文学ライブラリー 12〉、2004年3月。ISBN 9784623040261。
- 『若草物語』ミネルヴァ書房〈シリーズもっと知りたい名作の世界 1〉、2006年2月。ISBN 9784623043675。

### 共編著
- 板橋好枝、高田賢一『はじめて学ぶアメリカ文学史』ミネルヴァ書房〈シリーズ・はじめて学ぶ文学史 2〉、1991年5月。ISBN 9784623021055。
- 高田賢一、野田研一、笹田直人『たのしく読めるアメリカ文学 作品ガイド150』ミネルヴァ書房〈シリーズ・文学ガイド 2〉、1994年2月。ISBN 9784623023615。
- 『英米文学にみる家族像 関係の幻想』ミネルヴァ書房〈MINERVA 英米文学ライブラリー 3〉、1997年1月。ISBN 9784623027224。
- 高田賢一、森岡裕一『シャーウッド・アンダソンの文学 現代アメリカ小説の原点』ミネルヴァ書房、1999年6月。ISBN 9784623030699。
- 板橋好枝、高田賢一『アメリカ小説の変容 多文化時代への序奏』ミネルヴァ書房〈MINERVA英米文学ライブラリー 8〉、2000年3月。ISBN 9784623030712。
- 『たのしく読める英米青春小説 作品ガイド120』ミネルヴァ書房〈シリーズ文学ガイド 9〉、2002年11月。ISBN 9784623031221。
- 山里勝己、高田賢一、野田研一、高橋勤、スコット・スロヴィック『自然と文学のダイアローグ 国際シンポジウム沖縄2003 都市・田園・野生』彩流社、2004年9月。ISBN 9784882029175。
- 桂宥子、高田賢一、成瀬俊一『英米児童文学の黄金時代 子どもの本の万華鏡』ミネルヴァ書房、2005年4月。ISBN 9784623043583。
- 木下卓、窪田憲子、高田賢一、野田研一、久守和子『英語文学事典』ミネルヴァ書房、2007年4月。ISBN 9784623041299。
- 神宮輝夫、高田賢一、北本正章『子どもの世紀 表現された子どもと家族像』ミネルヴァ書房、2013年7月。ISBN 9784623065769。

### 編集協力
- 成瀬俊一『英米児童文学のベストセラー40 心に残る名作』高田賢一・灰島かり編集協力、ミネルヴァ書房、2009年6月。ISBN 9784623047727。
- 灰島かり『英米絵本のベストセラー40 心に残る名作』高田賢一・成瀬俊一編集協力、ミネルヴァ書房、2009年7月。ISBN 9784623047727。

## 参考
- 『現代日本人名録』2002年